# Ропарц, Жозеф Ги Мари

Ги Ропарц на фотографии Бориса Липницкого

Жозе́ф Ги Мари́ Ропа́рц (фр. Joseph Guy Ropartz; 15 июня 1864, Генган — 22 ноября 1955, Ланлу) — французский композитор и музыкальный педагог школы Сезара Франка.

## Биография
Жозеф Ги Ропарц прожил без девяти лет целый век, 91 год. Его жизнь включила в себя четыре совершенно разные эпохи французской истории. И хотя большая часть его жизни прошла в XX веке, по существу он был и оставался композитором века XIX. Во французской музыке его можно назвать настоящим Мафусаилом среди композиторов и своеобразным рекордсменом, сумевшим побить даже достижение Сен-Санса по части долгожительства. Длину его жизни поможет понять одно небольшое сопоставление. Родившись за пять лет до смерти Гектора Берлиоза и за одиннадцать лет до смерти Жоржа Бизе, этих двух виднейших французских романтиков XIX века, Ги Ропарц являлся абсолютным современником Клода Дебюсси и сверстником Эрика Сати, годился в дедушки Пуленку, а затем дожил до дерзких пуантилистических опытов Булеза, и даже — до открытия конкретной и электронной музыки.
Родившись в Генгане, прожив всё своё детство и юность в Бретани, Ги Ропарц сначала учился в юридической школе в Ренне и приехал в Париж уже почти совершеннолетним человеком. Поступив в 1885 году в Парижскую консерваторию, он проучился в ней всего два года. Сначала Ги Ропарц учился в классе консервативного композитора Теодора Дюбуа (впоследствии на протяжении многих лет директора консерватории), а затем перешёл в класс Жюля Массне. Из всего времени пребывания в стенах консерватории можно отметить только то, что Ропарц учился на одном курсе с румынским композитором Джордже Энеску. Уже два года спустя, разочаровавшись в засушенной консервативной системе преподавания, Ги Ропарц покинул стены консерватории и начал частным образом заниматься композицией у Сезара Франка, а после смерти Франка — у его вернейшего и самого последовательного ученика, Венсана д’Энди. Именно под личным влиянием этих двух композиторов сформировался творческий стиль и во многом — личные пристрастия Ги Ропарца. Будучи одним из верных участников так называемого «кружка Франка», с самого начала своей творческой карьеры Ги Ропарц встал в оппозицию к консерваторским и академическим кругам музыкального Парижа.
В середине 1880-х — начале 1890-х годов учитель и старший товарищ Ропарца Венсан д’Энди стал активно концертирующим дирижёром и видным организатором музыкальной жизни Франции. Получив при его посредничестве, а также при активном содействии другого активного члена кружка Франка, Эрнеста Шоссона предложение возглавить консерваторию Нанси (бывшую тогда региональным филиалом Парижской консерватории), Ги Ропарц в 1894 году, после десяти лет пребывания в столице, покидает Париж. Вся остальная его жизнь проходит в провинциальных городах Франции. Став директором консерватории Нанси в возрасте тридцати лет, в течение четверти века Ги Ропарц оставался на этом посту (1894—1919). За время его руководства консерватория перестала быть заштатным провинциальным училищем, существенно расширилась и приобрела общефранцузский авторитет. Сразу по приходе в консерваторию Ропарц открывает в ней сначала класс альта, которого не было прежде, годом позже — класс трубы, затем, в 1897 году — классы органа и арфы (два инструмента, особенно важных для школы Франка) и, наконец, в 1900 году — класс тромбона. Из студентов консерватории он создаёт симфонический оркестр Нанси, впоследствии плавно превратившийся в городской симфонический оркестр. Также он содействует учреждению общества концертов Нанси. Но кроме простого расширения преподаваемых классов и дисциплин, у консерватории Нанси в эти годы образовалась репутация особенного музыкального учреждения, система образования в котором во многом была отлична от Парижской консерватории, была значительно свободнее и в самых общих чертах основывалась на школе Франка. В те же самые годы Венсан д’Энди организует в Париже своё новое детище, «Школу канторум». Директорская и преподавательская работа Ги Ропарца во многом развивается параллельно, опираясь на разработки и материалы бывшего учителя. В 1910-х годах парижские острословы, особенно из числа «Молодых равелитов», называвшие Венсана д’Энди «мандарином», закрепили за Ги Ропарцем забавное производное прозвище «нансийский мандарин».

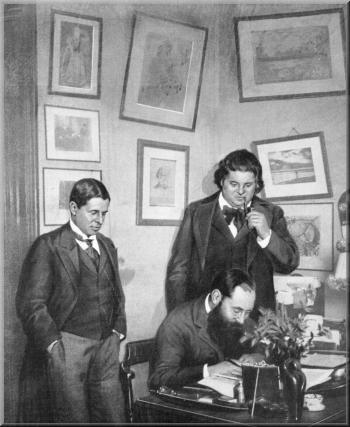
Альберик Маньяр, Ги Ропарц и Эжен Изаи в рабочем кабинете Ропарца (консерватория Нанси), 1911 год

В первые дни войны с Германией погиб друг Ги Ропарца, легендарный для Франции начала XX века композитор Альберик Маньяр. Неожиданно увидев разведку наступающих немцев возле своего загородного дома, он убивает двоих из своего личного револьвера, затем отстреливается из окон и, наконец, когда немцы окружают и поджигают его дом, он гибнет в огне вместе с большинством своих рукописей. Одну из партитур, сгоревших вместе со своим автором, оперу Маньяра «Геркёр» (или «Исцелённое сердце»), Ги Ропарц восстанавливает после смерти друга частично по памяти, а частично — по уцелевшим наброскам и клавиру. Эту самоотверженную работу Ропарц завершил пятнадцатью годами спустя, в 1931 году.
После окончания войны с Германией Ги Ропарц получил предложение возглавить консерваторию в Страсбурге (или «Страсбуре», как его называют французы). Город был только что освобождён от немцев и впервые за последние почти сорок лет перешёл под юрисдикцию Франции. Ропарц принимает непростое предложение и в течение ещё десяти лет (1919—1929) восстанавливает работу и руководит страсбургской консерваторией, а также и страсбургским городским симфоническим оркестром. Среди учеников Ропарца этого времени, в частности, выделяется дирижёр Шарль Мюнш, впоследствии неоднократно исполнявший сочинения своего учителя.
Более сорока пяти лет Ги Ропарц провёл практически в стороне от музыкального истеблишмента Франции. Первые десять лет, хотя и проведённые в Париже, он противостоял Академии, как один из верных членов «школы Франка». Следующие тридцать пять лет, оставаясь верным последователем своих учителей, Ропарц провёл в провинции, последовательно внедряя в систему музыкального образования те же принципы, на которых он формировался сам. Именно эти два факта являются одной из причин относительной безвестности Ги Ропарца как композитора в течение почти всей жизни. Будучи противником официальных музыкантов Франции, он ещё и долгое время прожил вдали от Парижа. Кроме того, сам по себе стиль и направление, избранное большинством участников «школы Франка», уже в начале XX века были отчасти старомодными, а отчасти стояли в стороне от ускоряющегося развития музыкального «модерна», магистральная линия которого проходила от импрессионизма — через «фовизм» Стравинского и «примитивизм» Эрика Сати — к неоклассицизму тех же двух авторов и французской «Шестёрки».
В 1929 году, уже в возрасте 65 лет Ги Ропарц оставляет педагогическую и директорскую работу, выходит в отставку и возвращается в свою родную Бретань. Оставшиеся ему ещё четверть века жизни он живёт в основном в своей усадьбе Ланлу (летящий волк) и полностью посвящает себя занятиям композицией. Уже весьма почтенным человеком пережив шесть лет ещё одной войны с Германией, нацистскую оккупацию, Ги Ропарц после окончания Второй мировой войны прожил ещё — десять лет. Именно в последние годы жизни его творческая известность наконец-то достигает официального Парижа. В 1949 году, во время так называемой «послевоенной инвентаризации» уцелевших композиторов, Ги Ропарца наконец-то принимают в члены Академии изящных искусств. К тому времени в членах Академии не осталось в живых уже ни одного из бывших противников «кружка Цезаря Франка» и даже самая память о противостоянии 1880-х годов (спустя шестьдесят лет!) была совершенно забыта. В определённой степени этот случай можно назвать «курьёзным», когда в состав Академии избирали бы композитора, достигшего возраста 85 лет. Ги Ропарц стал старейшим из новопринятых академиков.
Спустя четыре года после избрания Ги Ропарц в результате тяжёлой перенесённой болезни — ослеп, а ещё через два года, 22 ноября 1955 года Ги Ропарц скончался в усадьбе Ланлу, в своей родной Бретани.

## Творчество
По стилю и манере письма Ги Ропарц весьма близок к своим учителям, Венсану д’Энди и Сезару Франку. Оба этих мастера оказали решающее воздействие на формирование творческой личности Ропарца, его вкусов и композиторской техники. В первой симфонии, написанной в 1894 году заметно также опосредованное влияние Рихарда Вагнера. Однако все привнесённые профессиональные черты стиля Ропарца базируются на французском, глубоко почвенном основании. Уроженец Бретани, матёрый кельт по духу — всю жизнь он оставался верным своей малой родине, её природе, людям и народным песням. Многие его сочинения напрямую связаны с темами, пейзажами и образами Бретани, нередки в его произведениях и прямые цитаты из местных фольклорных источников. Это также роднит его стиль с учителем и другом, Венсаном д’Энди, который в течение всей жизни соединял в своём творчестве стиль Вагнера и Франка, затем отдельные элементы влияния импрессионизма и фольклор Южной Франции, в первую очередь Прованса. Однако у Ропарца не провансальская, а настоящая кельтская душа. В глубине своей он — подлинный поэт Бретани, и в своих стихах, и в своей музыке воспевавший ночные танцы фей в лунном свете, проделки «гобблинов» и скитания душ умерших по волнам пролива. Звучания бретонских народных песен можно услышать в его лирической опере «Страна» (поставлена в 1912 году, Нанси), в «Симфонии на бретонский хорал», в его симфонических поэмах «Бретонское воскресенье», «Рыбаки», «Сельская серенада», а также в многочисленных хорах и песнях. Даже в камерных сочинениях, написанных в классической сонатной форме, часто встречаются заимствованные народные темы или интонации песен. Такова его Третья соната для скрипки и фортепиано, трио для скрипки, альта и виолончели, Второй и Четвёртый струнные квартеты. Критик и музыковед Рене Дюмениль писал о творчестве Ги Ропарца:

«Можно просто восхищаться народными песнями, можно их цитировать и заимствовать, но гораздо важнее, чем прямая цитата для Ропарца было само вдохновение народным духом, которое питало его творчество своими соками, подобно тому, как деревья берут свою силу из родной земли»…
В ранний парижский период своей жизни (1888—1892) Ги Ропарц опубликовал три сборника стихов. В них ощущается влияние поздних романтиков и школы символизма. Нередко он писал хоры и романсы на собственные тексты. В более поздние годы Ги Ропарц, так же, как и д’Энди не избежал влияния новых течений французской музыки, в первую очередь Клода Дебюсси и «Мориса Равеля». Многие черты стиля импрессионизма без труда обнаруживают себя в произведениях Ропарца 1910-х годов. Написанный на собственный текст «Ноктюрн» для хора и оркестра живописует проникнутую настроением сумрачной печали картину весеннего вечера на северных берегах Франции. В репертуары оркестров иногда входит симфоническая поэма «Охота принца Артура». Это типичная для французской музыки программная жанровая пьеса, красочно описывающая сцены ночной охоты в диком фантастическом лесу. Сюжет заимствован из кельтской легенды о принце Артуре. В программных симфонических поэмах особенно заметно влияние импрессионистских опусов Дебюсси. Также они роднят Ги Ропарца с другим признанным мастером программных симфонических поэм, Полем Дюка, с которым также его связывали долгие отношения взаимной симпатии.
Отдельного упоминания заслуживает написанный в 1937 году «Реквием» для солистов, хора и оркестра — сочинение глубоко драматическое и насыщенное виртуозным владением хоровым и оркестровым письмом. Исполненный в 1943 году в оккупированном нацистами Париже под управлением Шарля Мюнша, пафосный «Реквием» Ропарца прозвучал как символический надгробный монумент в честь тысяч французов, погибших во время войны и оккупации.

## Краткий обзор сочинений
Перу Ги Ропарца принадлежит в общей сложности более ста опусов.
Прежде всего, это пять симфоний, дистанция между которыми составляет половину века. Первая написана в 1894 году, а последняя — в 1945, как прямой отклик на победу в войне. Третья симфония Ропарца написана для оркестра с большим хором.
Также Ропарц написал более десяти симфонических поэм в жанровом или пейзажном стилях. Наиболее известные из них: «Колокола смерти» (1887 год), «Карнавал» (1889), «Воскресенье в Бретони» (1893), уже упомянутая «Охота принца Артура» (1912), «Колокольные звоны» (1913) и «Пасторали» (1950).
Опера «Страна» (1911 год), два балета, один из которых, под названием «Нескромный» поставлен в 1934 году, в театре Монте-Карло.
Среди камерных сочинений Ропарца можно выделить шесть струнных квартетов (1893—1949), два трио, три сонаты для скрипки и фортепиано (1907—1927), две сонаты для виолончели и фортепиано (1904 и 1919), «Маленькую фантазию в стиле Маньяра» для струнного квартета (1916), «Две пьесы для ветра», струнный квинтет (1924), а также сонатину для флейты и фортепиано (1930).
В течение всей жизни Ги Ропарц писал хоровые произведения религиозного и светского содержания. Особенно следует назвать «Торжественное Kyrie» для четырёх голосов, хора и органа (1886), «Псалом 136» для хора и оркестра (1897), Пять мотетов для четырёх голосов а капелла (1900), «Missa brevis» святой Анны для трёх голосов и органа (1921), «Месса Святой Одилии» для смешанного хора и органа (1923), «Te Deum» для трёх голосов и органа (1926), уже упомянутый выше «Реквием» для солистов, хора и оркестра (1937), «Salve regina», для смешанного хора и органа (1941), «Псалом 129» для голоса, хора и оркестра (1942), «Бретонские прядильщицы» для женского хора и солисток.
Ги Ропарц также написал несколько циклов песен для голоса и фортепиано на собственные стихи и тексты французских (и бретонских) поэтов, а также немало фортепианных сочинений, среди которых следует особо назвать «Три ноктюрна» (1911—1916), «Музыка в саду» (1917), «Летние зарисовки» (1918), «Девушки» (1929) и «Пьеса памяти Поля Дюка» (1936 год).